# Humbert Ier d'Albon (évêque de Grenoble)
Pour les articles homonymes, voir Humbert, Humbert Ier et Humbert d'Albon.
Humbert d'Albon, mort après 1030, est un évêque de Grenoble de l'extrême fin du Xe siècle et du début du siècle suivant.
Il est le fils du seigneur de Vion, dont la famille est à l'origine de la dynastie des Guigonides ou maison d'Albon. Il est dit Humbert Ier pour le distinguer d'Humbert II, évêque de Grenoble (1058-1070) et également issu de la même maison.

## Biographie

### Origines
La date de naissance d'Humbert d'Albon, Humbertus de Albione, n'est pas connue. Il est le fils de Guigues de Vion, dit Guigues Ier († 996), et de Frédéburge/Frédebourg,,,,.
Sa parentèle est en partie connue à partir d'un acte de donation de 1012, se trouvant dans le Cartulaire de l’abbaye de Saint-Chaffre du Monastier et dans lequel il associe « de ma mère Frédebourg, de mon neveu Mallein et de mes autres neveux Humbert et Guigues. »
Il semble être l’aîné de la fratrie. Les aînés chez les Guigonides semblent quasiment toujours dénommé Humbert et être évêque, quand leur cadet porte le prénom de Guigues et hérite du titre de comte. Il aurait ainsi pour frères Richard et Guigues II († av. 1009), et sœurs, N. et/ou Sunifred et Fredeburge. 
Son frère a pour fils Humbert, évêque de Valence, et Guigues III, comte.
Poupardin indiquait « Mallen devait succéder, sur le siège épiscopal de Grenoble, à son oncle Humbert, fils de Frébourge ». La sœur N. d'Humbert serait ainsi la mère de l'évêque Mallen (Mallein),.

### Épiscopat
Humbert (Umbertus dans le Cartulaires dit de saint Hugues) est mentionné comme évêque de Grenoble (Humbertus episcopus Gratianopolitanensis), vers 994,. Bligny donne pour début de son épiscopat la date approximative v. 990. Il semble avoir été élu avec le soutien de l'archevêque de Vienne, Thibaud, qui pourrait être un parent selon les hypothèses de Georges de Manteyer,. Ce dernier indiquait que la succession à Isarn se serait déroulée avant la mort du roi Gondrand, soit avant la date adoptée par la tradition du 19 octobre 993.
Il semble participer au concile d'Anse de 994, aux côtés des prélats de la région considérés comme des fidèles du roi de Bourgogne, dont Thibaud de Vienne,, ainsi qu'au concile de 1025.
Il est mentionné aux côtés de sa famille — sa mère, Frédéburge, son frère Guigues et son neveu Humbert, évêque de Valence (Fredeburgis matris eius, Wiguonis fratris eius, Humberti episcopi de Valentia nepotis eius) — dans une donation de 996,,. Il donne ainsi à Cluny et son abbé, Odilon, la moitié du château de Vizille, de la cité et de l'église,.
Son pouvoir permet de renforcer la puissance de sa famille en se faisant octroyé, ainsi qu'à sa mère et de ses neveux, Humbert et Guigues, le 6 juin 1009, par le roi Rodolphe III de Bourgogne, la moitié du château royal de Moras (Moras-en-Valloire) et les terres « de la vallée Vidreri à la villa de Cusen », dans le sud du Viennois,.
En 1012, il concède l'église de Saint-Laurent, ancienne nécropole épiscopale, à l'abbaye de Saint-Chaffre (Velay), avec le consentement de sa mère et de ses neveux, Humbert et Guigues et son neveu Mallen,,,. Oublié dans le Regeste dauphinois, Ripart ajoute la mention du neveu Mallein (atque Malleno nepote).
Noël Didier (1936) souligne que l'évêque « Humbert n'a pas laissé le souvenir d'un prélat dilapideur », ne faisant pas ou peu de lien avec l'enrichissement de sa famille contrairement à l'épiscopat de son successeur et neveu Mallen. Ripart quant à lui souligne le lien entre les actions de l'évêque et le renforcement de la puissance foncière des Guigonides.

### Mort et succession
Au-delà de l'année 1025, Humbert ne semble plus mentionné. Le site de généalogie Foundation for Medieval Genealogy le donne pour mort après 1030.
Mallen (Mallenus) lui succède sur le siège de Grenoble, probablement vers 1025,,. Ce dernier est désigné comme son neveu,,.